# Balázs Korányi
Balázs Korányi (* 30. Mai 1974 in Budapest) ist ein ehemaliger ungarischer Leichtathlet, der sich auf den Mittelstreckenlauf spezialisiert hat.

## Sportliche Laufbahn
Erste internationale Erfahrungen sammelte Balázs Korányi, der ein Studium an der Rutgers University in den Vereinigten Staaten absolvierte, bei der Sommer-Universiade in Fukuoka mit 1:52,45 min im Halbfinale im 800-Meter-Lauf ausschied und mit der ungarischen 4-mal-400-Meter-Staffel den Finaleinzug verpasste. Im Jahr darauf erreichte er bei den Olympischen Sommerspielen in Atlanta das Halbfinale über 800 Meter und schied dort mit 1:50,30 min aus. 1998 belegte er bei den Europameisterschaften in Budapest in 1:45,78 min den fünften Platz und im Jahr darauf gelangte er bei den Hallenweltmeisterschaften in Maebashi mit 1:46,47 min auf den vierten Platz. Im August schied er bei den Weltmeisterschaften in Sevilla mit 1:47,60 min in der ersten Runde über 800 Meter aus und kam mit der Staffel im Vorlauf nicht ins Ziel. 2000 gewann er bei den Halleneuropameisterschaften in Gent in 1:48,42 min die Bronzemedaille über 800 Meter hinter dem Russen Juri Borsakowski und Nils Schumann aus Deutschland. Im September nahm er erneut an den Olympischen Sommerspielen in Sydney teil und schied dort mit 1:47,35 min im Semifinale aus.
In den Jahren von 1998 bis 2000 wurde Korányi ungarischer Meister im 800-Meter-Lauf im Freien sowie 1999 und 2000 auch in der Halle. Zudem wurde er 1996 Landesmeister in der 4-mal-400-Meter-Staffel.

## Persönliche Bestleistungen
- 600 Meter: 1:16,33 min, 29. Mai 1999 in Florø (nationale Bestleistung)
  - 600 Meter (Halle): 1:16,59 min, 30. Januar 1999 in Stange
- 800 Meter: 1:45,39 min, 7. Juli 1999 in Rom
  - 800 Meter (Halle): 1:46,47 min, 7. März 1999 in Maebashi